# Ich habe auch gelebt!
Ich habe auch gelebt! (schwedisch Jag har också levat!) ist ein Buch von Astrid Lindgren und Louise Hartung. Es beinhaltet eine Auswahl der Briefe, die Hartung und Lindgren einander von 1953 bis 1965 schrieben.

## Inhalt
Astrid Lindgren und Louise Hartung lernen sich 1953 in Berlin kennen. Hartung zeigt Lindgren den zerstörten Osten von Berlin und berichtet dieser viel von ihrem Leben. Lindgren ist fasziniert von dem Ausflug und dieser Frau. Es entsteht ein Briefwechsel der beiden Frauen, der elf Jahre lang andauert. Die beiden tauschen sich über Literatur, Musik, Kultur, Politik, aber auch persönliche Themen aus. Auch Hartungs Chefin Ella Kay, die auch Lindgren während ihres Aufenthaltes in Berlin kennenlernen konnte, wird immer wieder zum Thema in den Briefen der beiden. Nach einigen Briefen gesteht Louise Hartung Astrid Lindgren ihre Liebe. Diese bleibt jedoch unerwidert und Lindgren erklärt Hartung, dass sie ihr keine körperliche Liebe geben könne, das könne sie nur einem Mann. Das einzige, was sie Hartung geben könne, sei ihre Freundschaft. Diese Freundschaft besteht bis zu Hartungs Tod im Jahr 1965.

## Hintergrund
Im Oktober 1953 lernten sich Astrid Lindgren und Louise Hartung kennen. Hartung hatte Astrid Lindgren im Rahmen ihrer Tätigkeit beim Hauptjugendamt nach Berlin eingeladen. Dort sollte Lindgren Buchhändlern ihr Werk präsentieren. Lindgren verbrachte die Tage in Berlin zusammen mit Hartung, die sie in ihrer Wohnung übernachten ließ. Daneben besuchten die beiden Frauen den zerstörten Osten von Berlin, ein Ausflug, der Lindgren zutiefst beeindruckte. Daraus entstand ein Briefwechsel, mit gelegentlichen Treffen, der elf Jahre andauern sollte. Der Briefkontakt endete mit Hartungs Tod im Jahr 1965. Über 600 Briefe schrieben die beiden Frauen einander. Im Jahr 2016 erschien in Schweden das Buch Jag har också levat!, das einige Briefe der beiden Frauen beinhaltet. Veröffentlicht wurde das Buch beim Salikon Verlag. Herausgeber waren Jens Andersen und Jette Glargaard. Das Buch erhält nur eine Auswahl der Briefe von Hartung und Lindgren. Zudem wurden die Briefe gekürzt. Nach welchen Kriterien die Briefe ausgewählt und gekürzt wurde, ist im Buch nicht zu erkennen. Die deutsche Version des Buches wurde 2017, unter dem Titel Ich habe auch gelebt! Briefe einer Freundschaft, veröffentlicht. Übersetzt wurde das Buch aus dem Schwedischen, Dänischen und Englischen von Angelika Kutsch, Ursel Allenstein und Brigitte Jakobeit. Daneben wurde das Buch unter anderem auch in Polen herausgebracht.
Hartung verliebte sich in Astrid Lindgren und machte ihr Avancen, denen Astrid Lindgren diplomatisch aus dem Weg ging. Daneben tauschten sich die Frauen über Kunst und Literatur, Politik, Gefühle, Pornografie und europäische Schriftsteller aus. Besonders beeindruckte Lindgren das Buch Ich war wohl klug, daß ich dich fand, über einen Briefwechsel von Luise Mejer und Heinrich Christian Boie, das Hartung ihr schenkte. Über dieses Buch schrieb Lindgren später einen längeren Aufsatz für erwachsene Leser. Dieser wurde sowohl in der schwedischen Ausgabe des Buches Das entschwundene Land veröffentlicht, als auch als eigenständiges Buch von Novelix herausgegeben. Auf Deutsch wurde dieses Buch bis Anfang 2019 jedoch nicht übersetzt.
Astrid Lindgrens Tochter Karin Nyman erzählte später, dass Louise Hartung die einzige Person gewesen sei, mit der Lindgren sich je beratschlagte. Hartungs Urteil vertraute sie. Hartung setzte sich zeit ihres Lebens für die Verbreitung von Astrid Lindgrens Büchern in Deutschland ein.

## Hörbuch
Das Buch wurde in Deutschland auch als Hörbuch veröffentlicht. Gelesen wurde die Hörbuchfassung von Eva Mattes (Astrid Lindgrens Briefe) und Oda Thormeyer (Louise Hartungs Briefe).
- Ich habe auch gelebt!: Briefe einer Freundschaft, gelesen von  Eva Mattes und Oda Thormeyer. 6 CDs. Oetinger Audio. Lesung. ISBN 9783869092256

## Rezeption
Doris Hermanns von AVIVA-Berlin findet, dass das Buch „ein wunderschön gestalteter Briefband mit zahlreichen Abbildungen, eine schöne Femmage an die beiden Frauen und ihre Freundschaft, sowie ein lebendiges Zeitbild vor allem von Berlin in den 1950er Jahren“ sei.
Cornelia Geißler von der Berliner Zeitung meint, dass sich Astrid Lindgren „in keinem Buch bisher […] dermaßen geöffnet“ habe. Es sei „ein Verdienst der Herausgeber, die berühmte Autorin durch diese Blicke in ihre Seele besser kennenzulernen.“ Das Buch sei „ein Zeitbild und ein Lehrstück in Herzensbildung.“
Julia Klingsporn lobt die Hörbuchfassung des Buches. Oda Thormeyer lese Louise Hartungs Brief mit einem „abgeklärten, sachlichen Ton“, während Eva Mattes Astrid Lindgren „ihre warme und gefühlvolle Stimme“ leihe. Das Hörbuch biete „einen inspirierenden und sehr persönlichen Einblick in das Leben zweier kluger Frauen, die den Wandel unserer Gesellschaft mitbestimmt haben.“